# Kostel svatého Václava (Přísnotice)
Kostel svatého Václava je římskokatolický chrám v obci Přísnotice v okrese Brno-venkov.
Byl postaven na místě starší kaple stejného zasvěcení. Základní kámen novogotického kostela byl posvěcen 5. července 1873 a již o den později se začalo se stavbou. Chrám byl vysvěcen 12. října toho roku, náklady na jeho realizaci dosáhly 13 700 zlatých. V roce 1905 došlo k přestavbě, když byl zvětšen o dvě postranní lodě a kněžiště, což s dalšími pracemi menšího charakteru vyšlo na 34 500 korun.
Je farním kostelem přísnotické farnosti. Dne 12. října 2015 byl vyhlášen kulturní památkou České republiky.

## Galerie

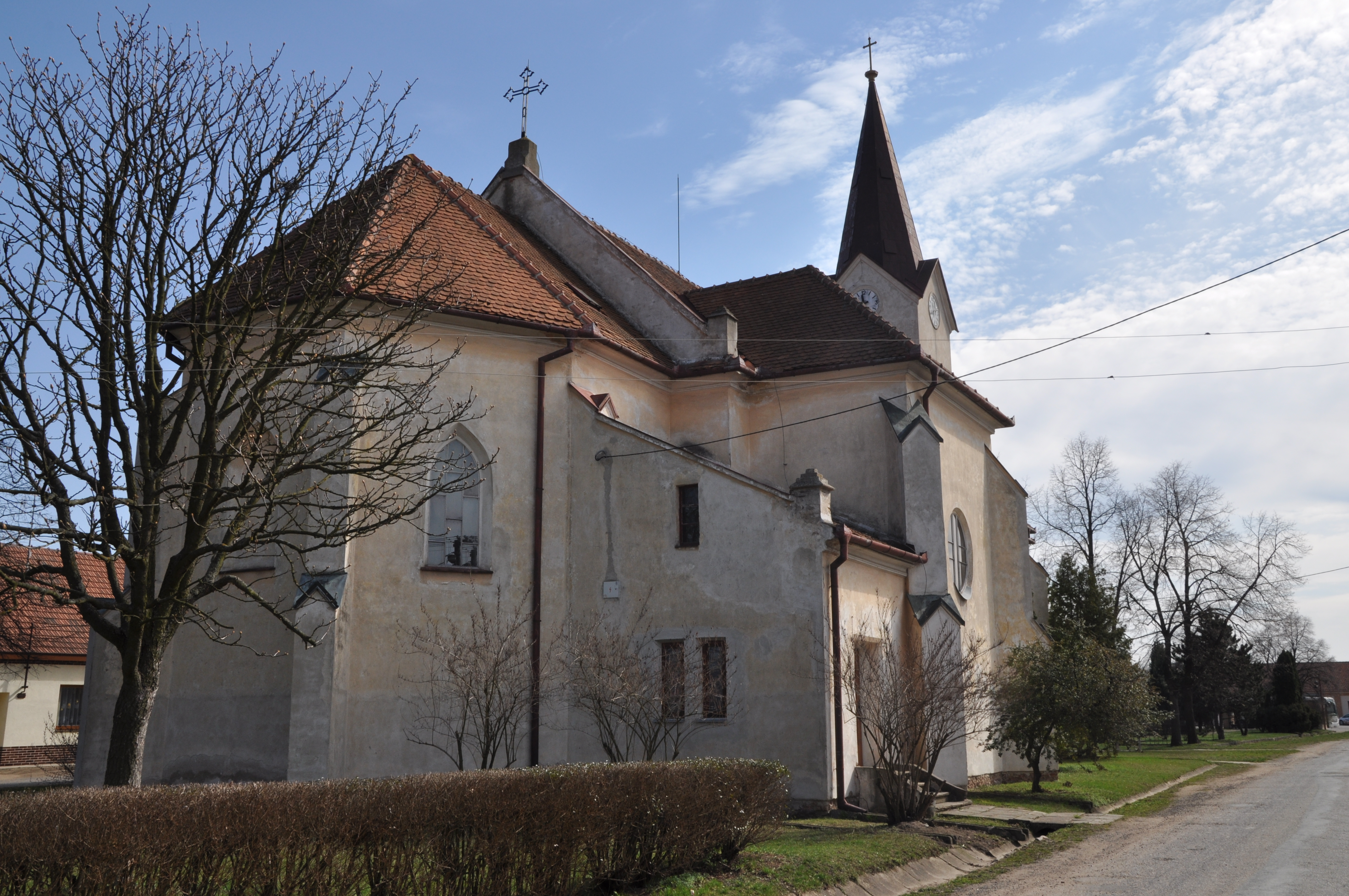
Presbytář a sakristie kostela
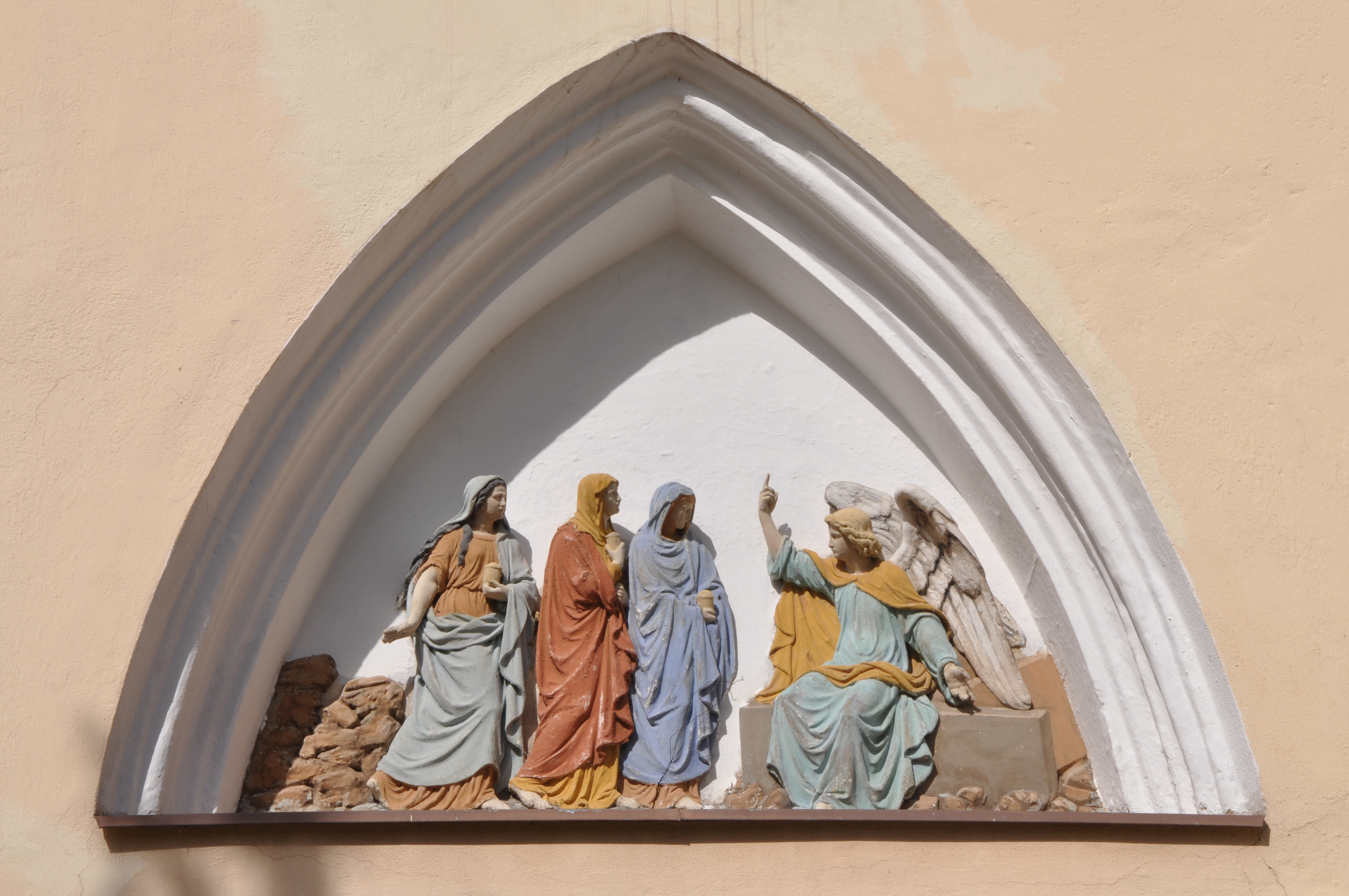
Plastika nad vchodem
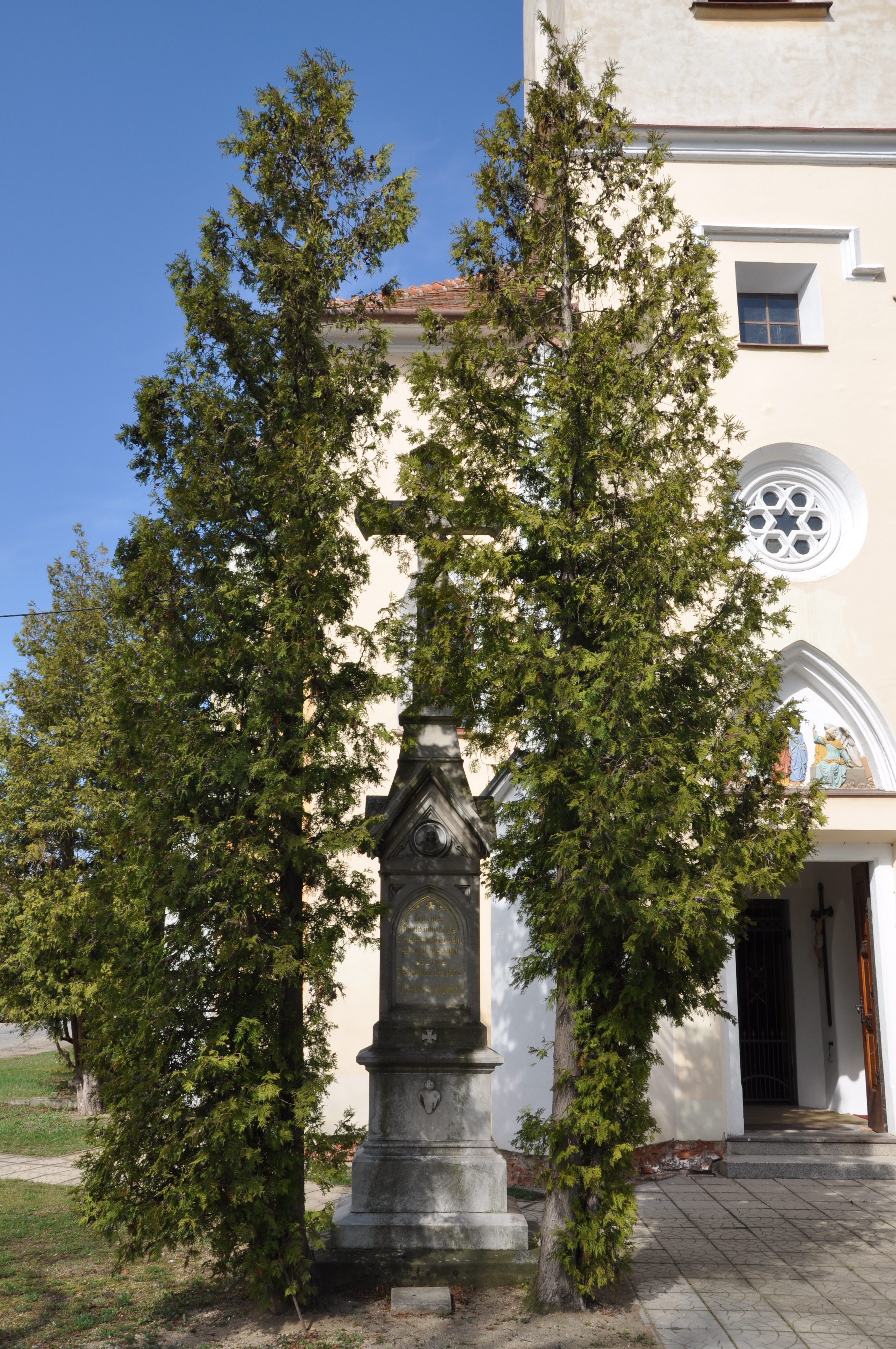
Kříž před kostelem